# Dołhopolicze
Dołhopolicze, Dołgopolicze (biał. Даўгаполічы; ros. Долгополичи) – wieś na Białorusi, w obwodzie grodzieńskim, w rejonie zelwieńskim, w sielsowiecie Dereczyn.
W dwudziestoleciu międzywojennym miejscowość leżała w Polsce, w województwie białostockim, w powiecie wołkowyskim, w gminie Zelwa. 16 października 1933 utworzyła gromadę Dołgopolicze w gminie Zelwa. Po II wojnie światowej weszła w struktury ZSRR.